# Liste de grottes ornées du nord de l'Espagne

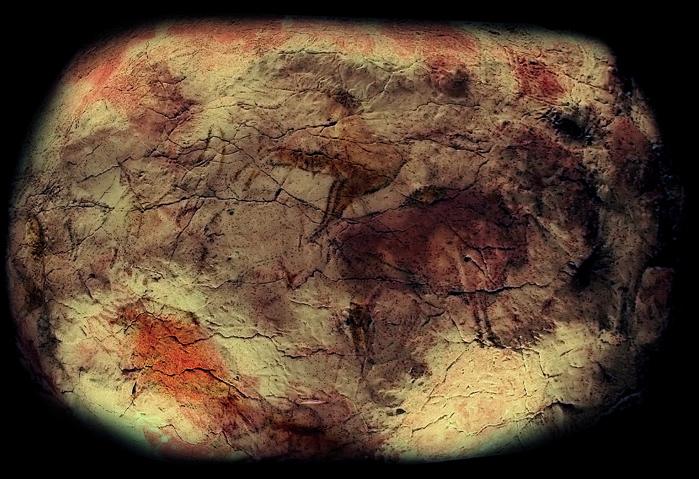
Réplique du plafond de la grotte d'Altamira du Musée archéologique national de Madrid.

L'art rupestre de la côte cantabrique en Espagne est constitué d'une série de manifestations artistiques dans des grottes et des abris sous roche appartenant au Paléolithique supérieur. En fait, les premières manifestations de l'art rupestre découvertes ont eu lieu ici, plus précisément dans la grotte d'Altamira, une découverte qui a été assumée avec scepticisme jusqu'à ce que des peintures appartenant à la même époque et au même style (art rupestre franco-cantabrique) soient trouvées en Dordogne française.
Il s'agit de la première grande manifestation artistique de l'humanité, et on y représente généralement des figures d'animaux typiques de la dernière période glaciaire, comme des bisons, des chevaux (Equus caballus), des cerfs (Cervidae), des rennes (Rangifer tarandus) ou des taureaux (Bos taurus).

## Grottes incluses dans la déclaration du patrimoine mondial

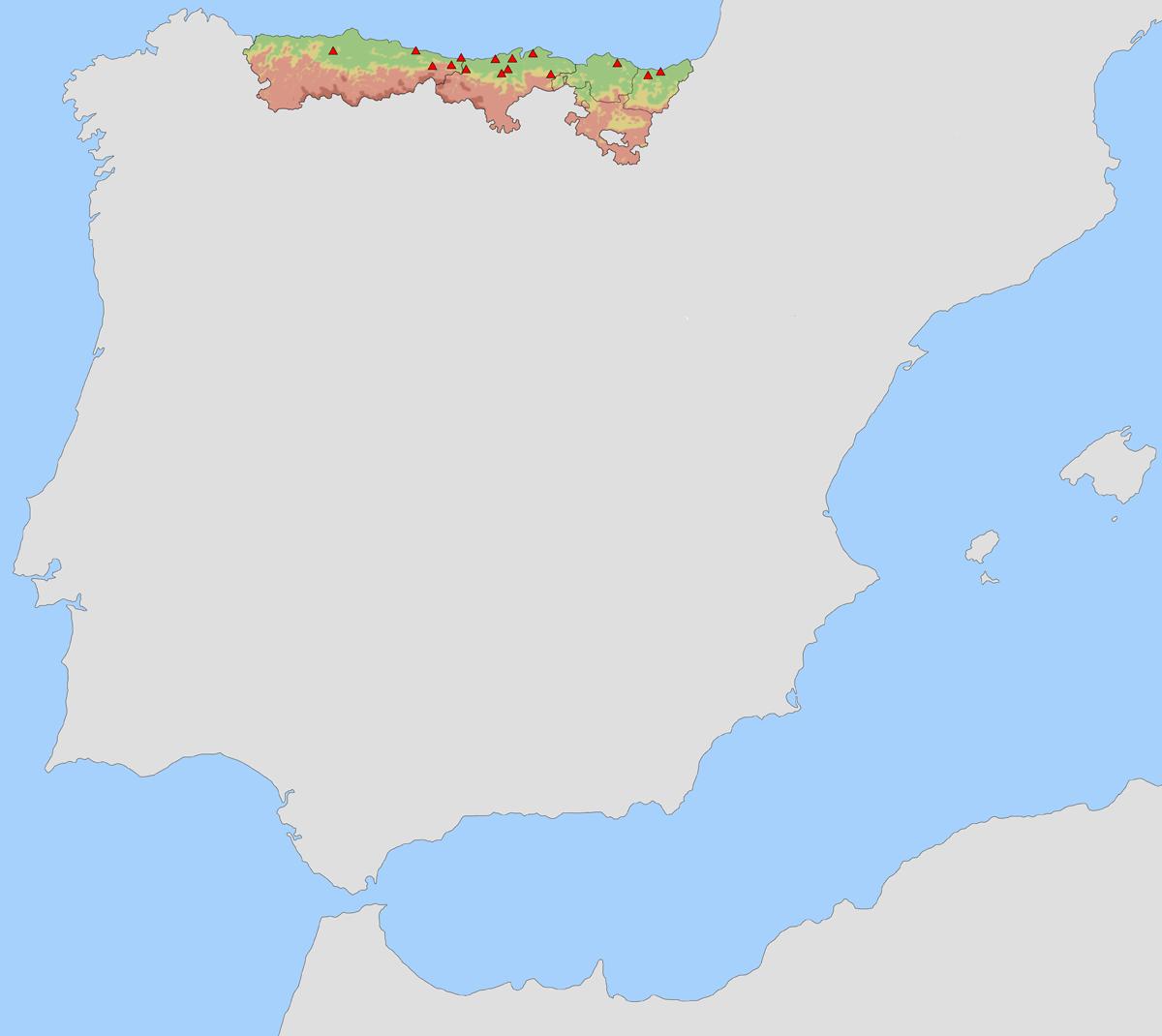
Localisation des grottes incluses dans la grotte d'Altamira et l'art rupestre paléolithique du nord de l'Espagne sur la péninsule ibérique.

Les dix-huit grottes les plus remarquables sont des sites du patrimoine mondial. La grotte d'Altamira a été déclarée comme telle en 1985. Lors de la réunion de l'UNESCO tenue à Québec (Canada) en juillet 2008, ce site a été élargi pour inclure d'autres cavités, et le lieu a été rebaptisé Grotte d'Altamira et art rupestre paléolithique du Nord de l'Espagne.
L'UNESCO a justifié la prolongation comme suit :

« Le bien représente l'apogée de l'art rupestre paléolithique qui s'est développé dans toute l'Europe, de l'Oural à la péninsule ibérique, de 35.000 à 11.000 av. J.-C.. De par leurs galeries profondes, isolées des influences climatiques extérieures, ces grottes sont particulièrement bien conservées. Ils sont inscrits comme chefs-d’œuvre du génie créateur et comme le premier art réalisé par l’humanité. Ils sont également inscrits comme témoignages exceptionnels d’une tradition culturelle et comme illustrations exceptionnelles d’une étape significative de l’histoire humaine. »

.
Ce sont dix-huit grottes peintes listées dans l'article : Grotte d'Altamira et art rupestre paléolithique du Nord de l'Espagne.

## Grottes ou sites avec œuvres d'art
Cependant, il existe de nombreuses autres grottes abritant de l'art rupestre dans la région, même si les principales sont celles déjà protégées par l'UNESCO.

### Asturies

#### Bassin du Nalón
- Grotte de la Peña de Candamo : c'est une grotte totalement naturelle d'une soixantaine de mètres de long. Chronologiquement, elle remonte à 18 000 ans av. J.-C., dans la période dite du Solutréen, même si l'on se demande si certaines gravures appartiennent à des moments antérieurs (la "foca", ~30 000 ans), ou plus tard (gravures de faune moins froide, ou points noirs), ~13 000 ans).
- Cueva oscura (es) : elle conserve des restes de peinture rouge de la fin du Magdalénien supérieur et de l'Azilien. Des traces rouges sont observées.
- Cueva de las Mestas (es) : elle contient des représentations d'art rupestre composées de quatre lignes, avec une ligne large et profonde, et une surface de forme triangulaire sculptée par un travail de piquets continu.

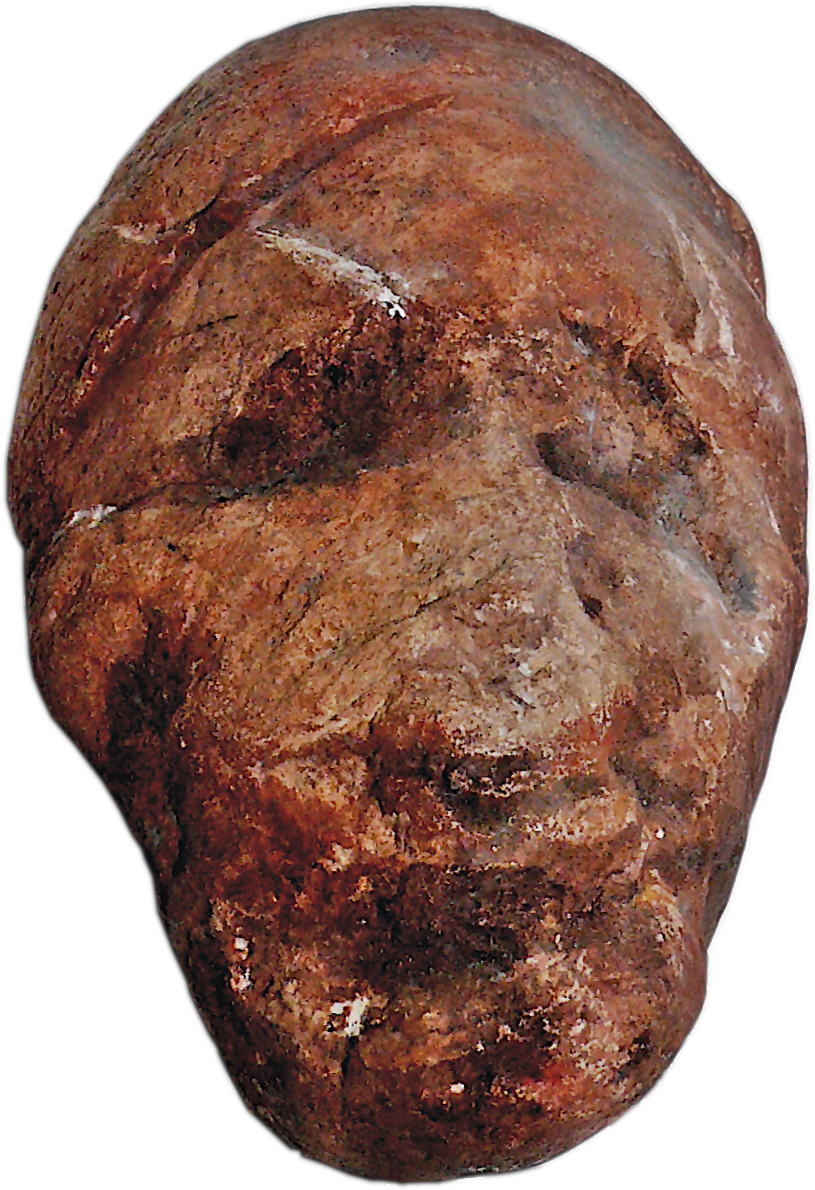
Tête paléolithique du site asturien d'Entrecueves.

- Cueva de Godulfo (es) : située dans la commune de Berció, elle présente une seule représentation d'un bison représenté sans tête.
- Grotte de Conde : grotte dans laquelle différents restes osseux et de l'industrie lithique ont été retrouvés ainsi que des gravures représentant différents animaux.
- Grottes de la Lluera : ce sont deux petites cavernes, la principale composée de deux courtes galeries qui se rejoignent à l'intérieur et partagent la même bouche face au SSE. Les gravures, seule technique artistique présente, sont concentrées dans la galerie ouest. Dans la deuxième grotte de 5 m maximum, des symboles sont gravés à l'entrée. Ces grottes sont considérées comme des sanctuaires extérieurs car il n'y a de représentations que dans la zone où arrive la lumière naturelle.
- Grotte de las Caldas : les fouilles archéologiques réalisées dans la grotte en ont fait l'un des sites du Paléolithique supérieur les plus importants de toute la région.
- Entrecueves (es) : c'est un système de galeries, très difficile d'accès, qui présente une cavité avec des représentations paléolithiques.
- Abri d'Entrefoces et grotte d'El Molín : fouillés dans les années 1980, plusieurs niveaux du Magdalénien inférieur cantabrique ont été identifiés. Parmi les matériaux récupérés, se distinguent une tête humaine sculptée dans un bord de quartzite, un bois de cerf décoré et un bloc avec des gravures linéaires.
- Grotte de los murciélagos: grotte dans laquelle se trouve uniquement une représentation d'un cerf.
- Abri de La Viña : sur le mur principal mesurant 20 mètres et dans lequel sont représentés des cerfs , des bovidés , des chevaux ou des vulves. La principale technique utilisée dans l'abri est la technique de taille de la pierre au burin.

#### Bassin de la rivière Sella

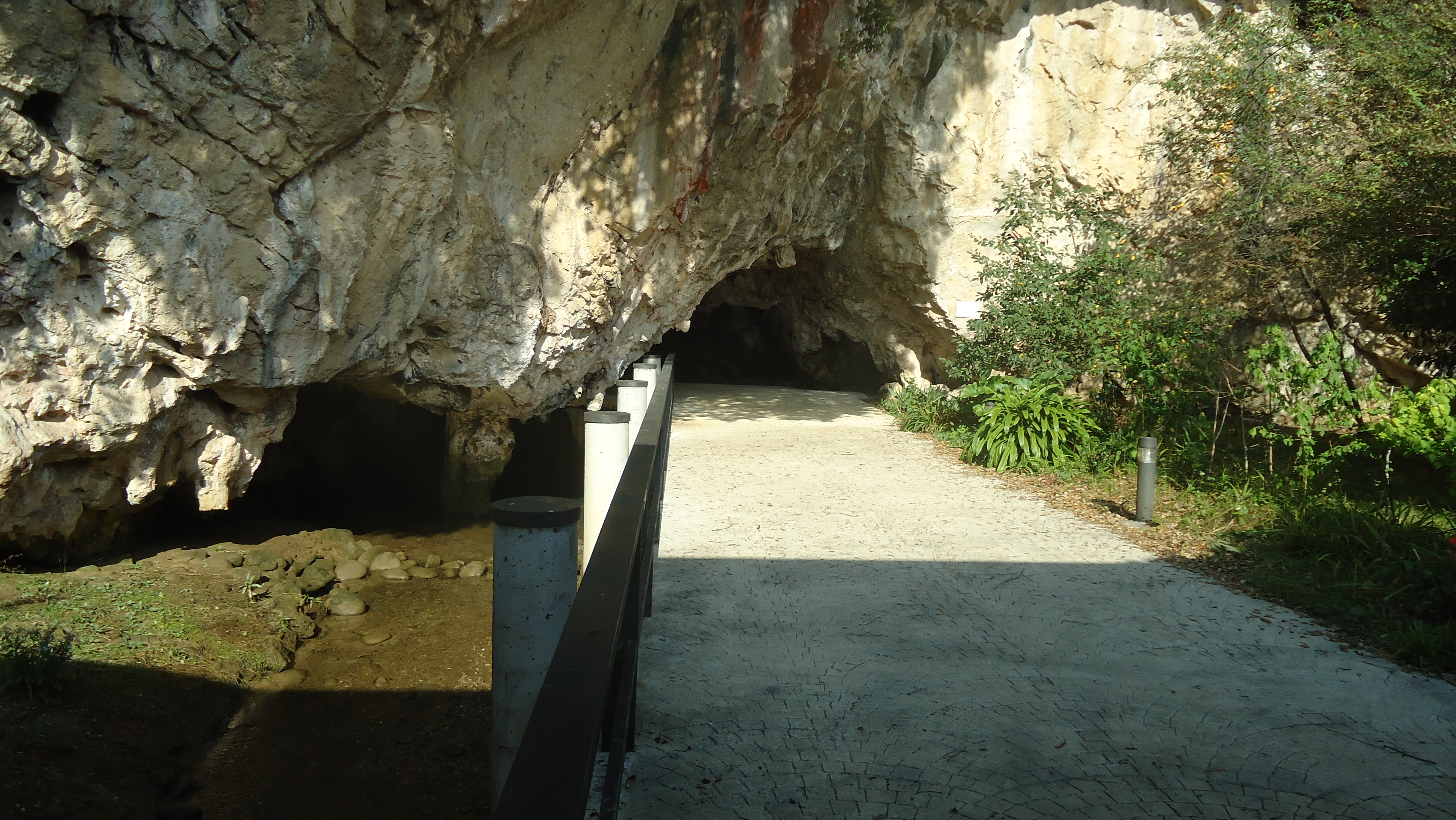
Accès actuel à la grotte Tito Bustillo.

- Grotte de Tito Bustillo : l'un des grands joyaux de l'art rupestre de la côte cantabrique, se distingue le panneau principal de la salle de peinture..
- Grotte de la Cuevona : vestiges de la période du Magdalénien inférieur présentant un bloc de gravures linéaires.
- Cueva de la Lloseta (es) : les représentations existant dans cette grotte sont constituées de peintures rouges représentant un cheval, deux capridés, une série de points rouges et enfin un panneau en rouge et noir.
- Cueva de San Antonio (es) : dans cette grotte il y a seulement la peinture d'un cheval en noir.
- Cueva de Les Pedroses (es) : il s'agit d'une grotte qui contient trois gravures d'animaux avec la particularité de ne pas avoir de tête. On y trouve également la représentation d'un cheval et trois figures dont il ne reste que des vestiges.
- Grotte d'El Sidrón : grotte de grande importance pour ses restes osseux de Néanderthal mais qui possède également des restes de peintures rupestres. Ces tableaux sont constitués de différents points rouges.
- Grotte d'El Buxu : les gravures sont composées de figures d'animaux, parmi lesquelles se détachent principalement les chevaux. Les peintures appartiennent aux périodes du solutréen et du magdalénien.

#### Zone de La Llera et littoral de Llanes
- Grotte de La Covaciella  : elle possède un panneau représentant des bisons.
- Cueva de Samoreli (es) : elle possède trois groupes de gravures dans lesquelles aucun type de personnage n'est représenté.
- Cueva de la Coberiza (es) : elle conserve les restes d'une peinture rupestre signalée par Obermaier en 1925 qui représente la silhouette d'un cerf.
- Cueva del Tebellín (es) : les peintures sont constituées de signes claviformes rouges qui, dans certains cas, ont une longueur d'un mètre vingt. Ils appartiennent à l'ancien style IV.
- Cuetu de la Mina (es) : les peintures existantes dans la grotte représentent des traits profonds et non figuratifs.
- Cueva de la Riera (es) : vestiges de taches.
- Cueva de Trescalabres (es) : les peintures existantes représentent un aurochs complet , une tête d'aurochs, un signe vulvaire et une série de lignes lâches. Toutes ces peintures sont dessinées avec de la teinture rouge appartenant au style III.
- Grotte de Balmori : les peintures rupestres trouvées dans la grotte se limitent à quelques points rouges et quelques lignes.
- Cueva de El Quintanal (es) : elle a une figure peu définie et une autre série de lignes.
- El Covarón (es) : le motif pictural était basé sur un ensemble de lignes. En 1983, lors d'une étude ultérieure, une vaste série de figures, pour la plupart mal conservées, a été découverte dans les galeries les plus hautes. Dans la grotte se trouvent des chevaux, des quadrupèdes, des cerfs, etc.
- Grotte de Bolao : également connue sous le nom de Grotte de Las Herrerías, elle présente 24 signes linéaires comme une grille et quelques taches amorphes.

#### Bassins des rivières Deva et Cares

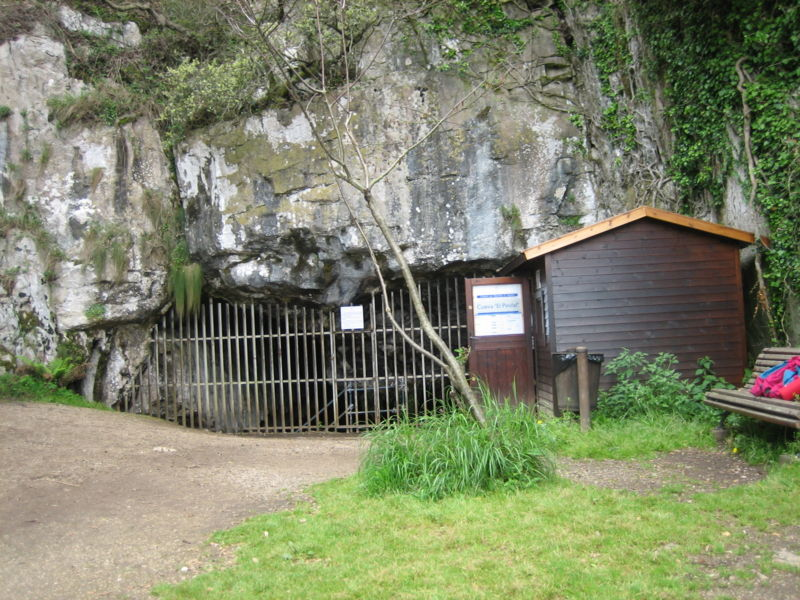
Grotte d'El Pindal.

- Cueva de Mazaculos (es) : dans la grotte I il y a plusieurs peintures en rouge (points, traits) et noir (marques), dans la grotte II il y a des traits, points et signes rouges.
- Grotte d'El Pindal  : la plupart des représentations sont situées dans les panneaux à droite de la grotte. L'existence de 13 bisons, 8 chevaux, une biche, un cerf et quelques bois isolés, un mammouth et d'autres personnages méconnaissables ont été documentés dans différentes enquêtes. Il existe également de nombreux signes rouges tels que des points, des lignes, des lignes parallèles et des figures claviformes.
- Cueva de la Loja (es) : sur la paroi à une hauteur de quatre mètres il y a un morceau de panneau peint en noir et sur cette zone peinte en blanc les lignes de six animaux, quatre taureaux et deux animaux qui en raison de leur état de conservation ne peuvent pas être être identifié.
- Grotte de Llonín  : la grotte présente différents dessins d'animaux (bisons, rennes, chèvres, etc.) et de symboles, dépassant la centaine de figures représentées, ce qui en fait la grotte asturienne avec le plus grand nombre de représentations plastiques.

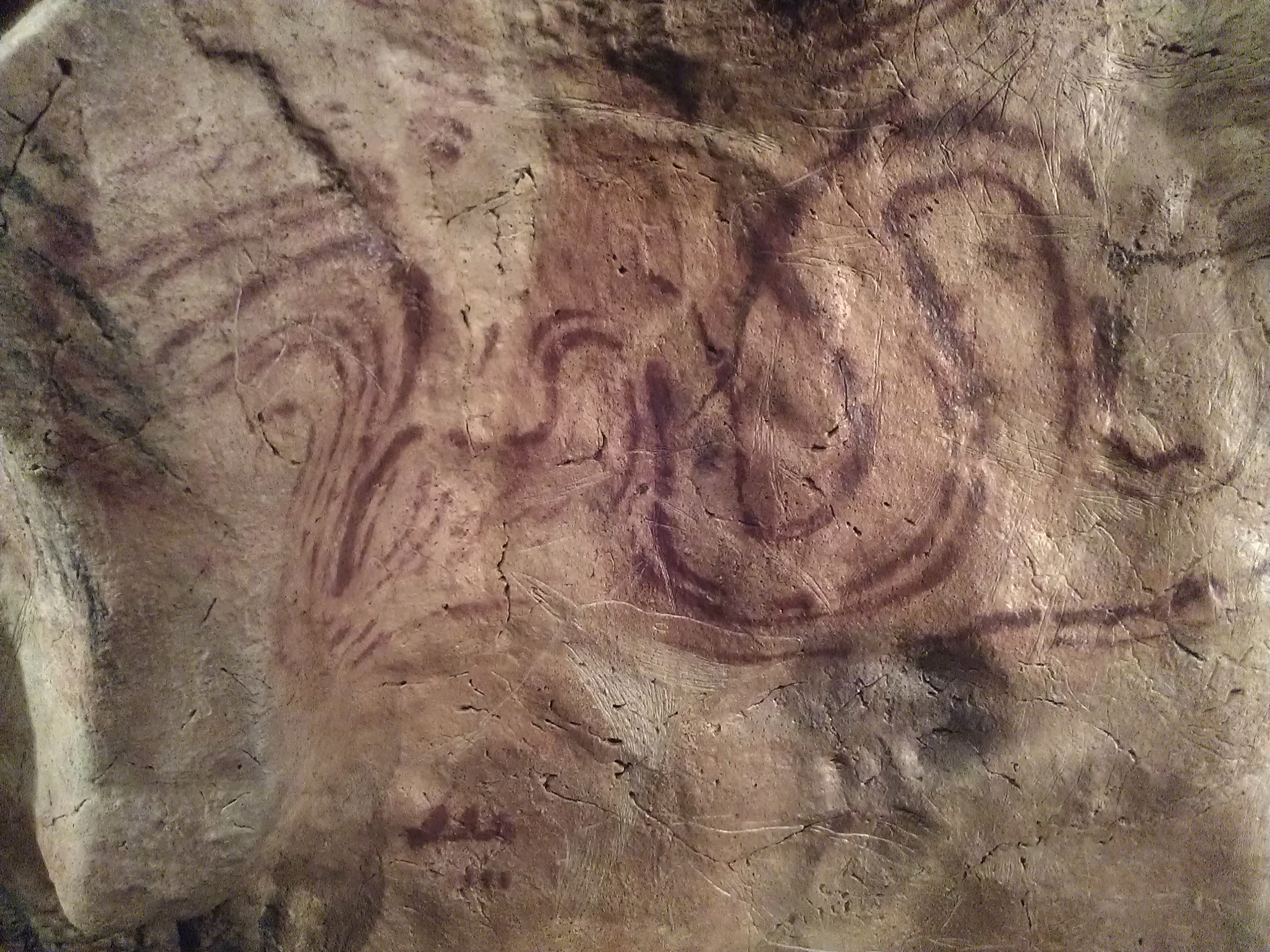
Grotte de Llorin.

- Cueva de Coímbre (es) : dans la grande salle, un grand bison mesurant 1,24 m de long est peint sur un rocher. La technique de cette représentation est étonnante, mettant en valeur l'utilisation faite de la forme de la pierre elle-même pour donner un plus grand réalisme à l'animal.
- Cueva de Traúno (es) : on trouve dans la grotte des incisions linéaires dites extérieures avec des rainures profondes qui formaient des lignes parallèles ou des séries de lignes entrecroisées.
- Abri de la Paré de Nogales : trois pointes et une ligne en forme de bâton.
- Cueva de Subores : petites lignes simples appelées « macaronis ».
- Cueva de los Canes (es) : elle propose une série de peintures simples appelées « macaronis ». Dans la zone finale de la grotte se trouvent différentes gravures avec des lignes parallèles, rectilignes et ondulées.

### Cantabrie
- Grotte Morin :  Elle est remarquable par l'ampleur de sa stratigraphie, qui inclut Azilien, Magdalénien, Solutréen, Gravettien, plusieurs périodes de l'Aurignacien (évolué, inférieur et archaïque ou Protoaurignacien), Châtelperronien et Moustérien. Cet ensemble en fait un site clé pour l'étude de l'évolution du Paléolithique dans le nord de l'Espagne.
- Grottes de La Garma : Le complexe de grottes de La Garma est un système de grottes paléoanthropologiques contenant de l'art pariétal en Cantabrie. Il est connu pour l'un des sols les mieux préservés du Paléolithique contenant plus de 4 000 fossiles et plus de 500 unités graphiques.

#### Bassin du Nansa
- Cueva de la Fuente del Salín (es) : il y a une représentation de douze mains réalisées avec la technique négative en rouge qui sont réparties sur différentes parois de la grotte. A l'intérieur de la grotte, deux mains apparaissent, cette fois en positif .
- Cueva de los Marranos (es) : elle présente des taches de peinture informe.
- Grotte de Chufín : on y trouve un grand nombre de symboles. Un groupe d'entre eux, appelés du type « cannes », accompagne les peintures animalières à l'intérieur. Il existe également un grand nombre de dessins avec des points, parmi lesquels on distingue le trou dans la roche qui a été interprété comme la représentation d'une vulve.
- Cueva de Micolón (es) : elle possède 22 gravures incisées et quelques peintures rouges, principalement encadrées dans une salle proche de l'entrée. On y trouve des cervidés, des chevaux et quelques signes tectiformes, tous de style Leroi-Gourhan III.
- Grotte de Traslacueva : il existe plusieurs panneaux gravés amorphes.
- Cueva del Porquerizo (es) : un groupe de points rouges ou des incisions peu détaillées. En raison de leur contexte et de leur morphologie, ils ont été classés dans le style Leroi-Gourhan III.

#### Bassin de Saja-Besaya
- Grotte del Portillo : il y a une tache rouge amorphe sur la paroi principale de la grotte.
- Cueva de La Meaza (es) : au fond de la cavité se trouvent quelques vestiges d'art rupestre paléolithique encadrés dans le style Leroi-Gourhan III, bien qu'ils ne soient malheureusement pas extrêmement bien conservés.
- Grotte de las Aguas : elle contient des œuvres d'art rupestre telles que deux bisons gravés et peints en rouge, un cerf, un cheval, une clavicule, une enseigne de grill et plusieurs autres figurations de style IV antique.
- Grotte de Linar : dans l'une des galeries se trouve un groupe de gravures avec des motifs animaliers comme des chèvres, des bisons ou des chamois. Un autre groupe de peintures de lignes et de vulves et de vestiges de l'âge du bronze a également été localisé.
- Cueva Redonda : petites lignes peu claires dans lesquelles, sauf dans un exemple, elles ne représentent aucun type de figures. La seule représentation qui puisse paraître figurative n'est pas bien définie.
- Cueva de La Clotilde (es) : différentes gravures de bovidés (6) et d'un cerf sont retrouvées dans cette grotte. La technique utilisée est la gravure sur argile.
- Cueva de La Estación (es) : il y a une grande salle qui présente des gravures de type macaroni, parmi lesquelles sont identifiées des figures comme un cheval et d'autres qui sont des signes non déchiffrés. De par leur style, ils appartiendraient à la période aurignacienne ou gravettienne.
- Grotte d'Altamira : le grand exemple de peinture rupestre.
- Cueva de Las Brujas (es) : il existe une série de gravures sur argile.
- Grotte de La Pila : des taches rouges sont trouvées.
- Grotte de Cudón : elle contenait un site important qui a été dégradé au cours du siècle dernier.
- Grotte de Sovilla : la grotte n'est que partiellement préservée en raison de l'existence d'une carrière. Différentes figures animales sont représentées : trois cerfs, deux chevaux, un renne, un animal sans tête et un bison. Il existe une autre série de gravures qui représentent des signes et des traits.

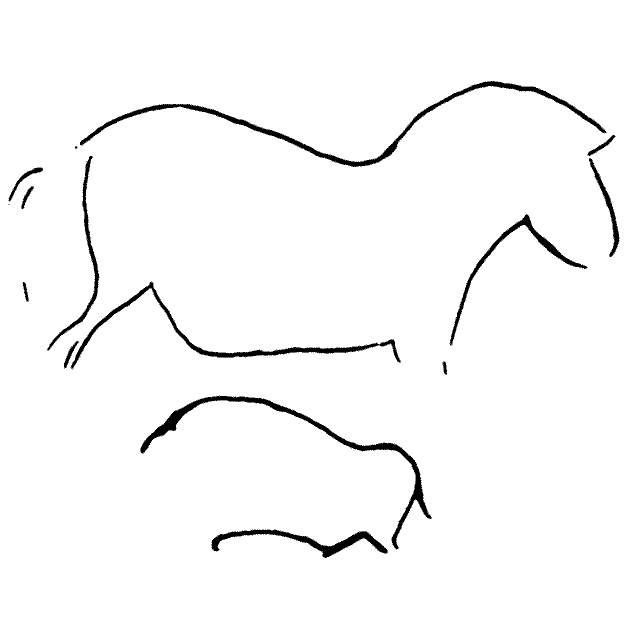
Gravures de Hornos de la Peña.

- Grotte de Hornos de la Peña : dans l'abri extérieur se trouvent les plus anciennes représentations rupestres connues de la côte cantabrique, remontant à l'Aurignacien. Parmi eux, se distingue un cheval profondément gravé, et bien qu'il n'existe plus, on sait grâce à des photographies du début du  XXe siècle qu'il y avait des représentations de bisons, de chevaux, de cerfs...

À l'intérieur, à partir de 60 m de profondeur, on trouve des représentations de bovidés, de cerfs, de chèvres et même d'un renne dans différentes salles, toutes gravées avec les doigts sur l'argile ou au burin sur le rocher. Un bon nombre d'entre eux seraient caractéristiques du Magdalénien supérieur. Dans la zone où se termine la grotte se trouvent des représentations anthropomorphes.

#### Bassins du Pas et du Miera

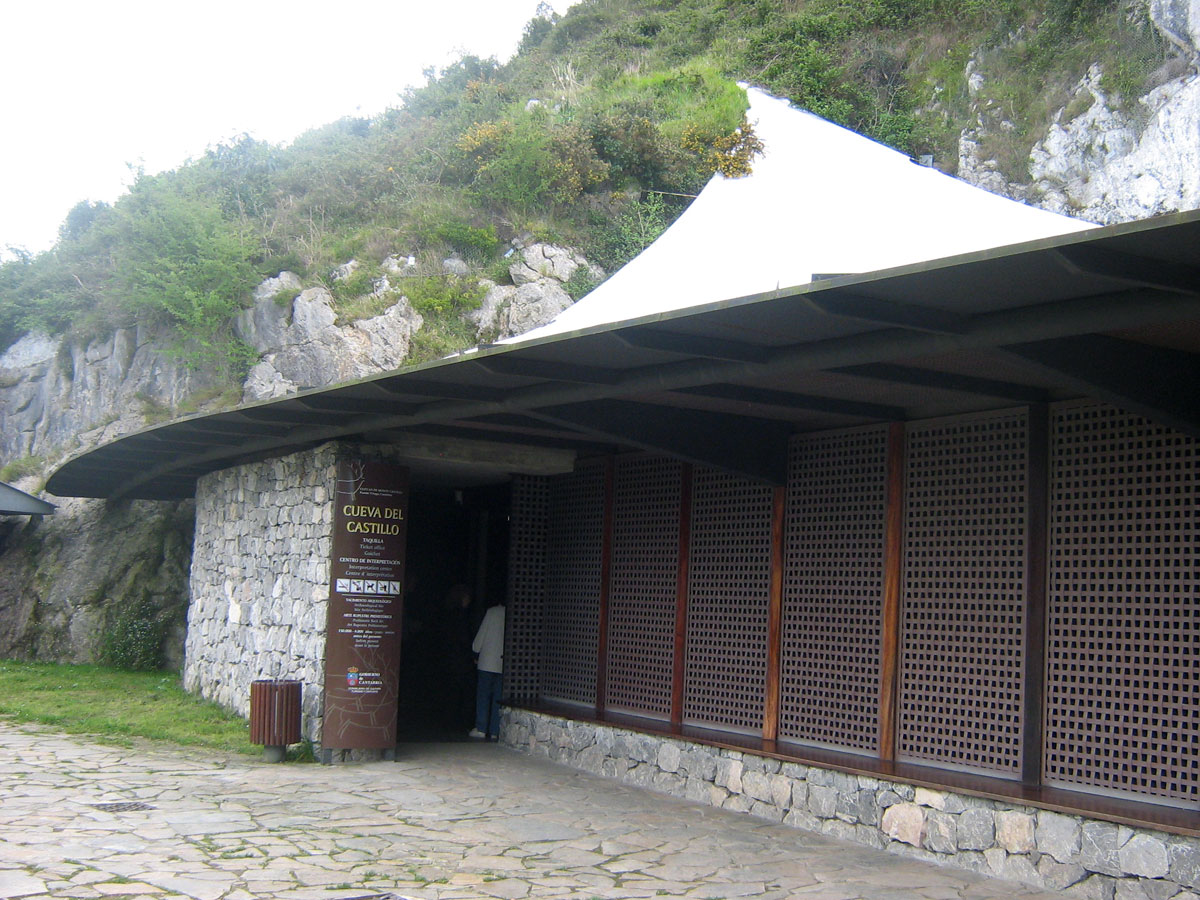
Grotte d'El Castillo.

- Grotte de Santián : contient 16 panneaux peints en rouge sur un seul panneau.
- Grotte d'El Castillo : elle contient plus de 240 représentations avec des thèmes différents, vous pouvez donc voir 56 mains négatives, 26 chevaux, 24 bisons, 18 cerfs, 10 chèvres, 6 aurochs, 3 chamois, 2 masques, 1 anthropomorphe, 1 mammouth, 5 cervidés, 18 bovidés, 5 capridés et 22 quadrupèdes. En plus de ces éléments figuratifs, la grotte comporte d’autres éléments non figuratifs. Ces gravures forment des signes à la fois complexes et simples. Dans les complexes, vous pouvez voir des bâtiments quadrangulaires, coudés, en forme de cloche, etc.
- Cueva de La Flecha : présente des gravures de macaronis .

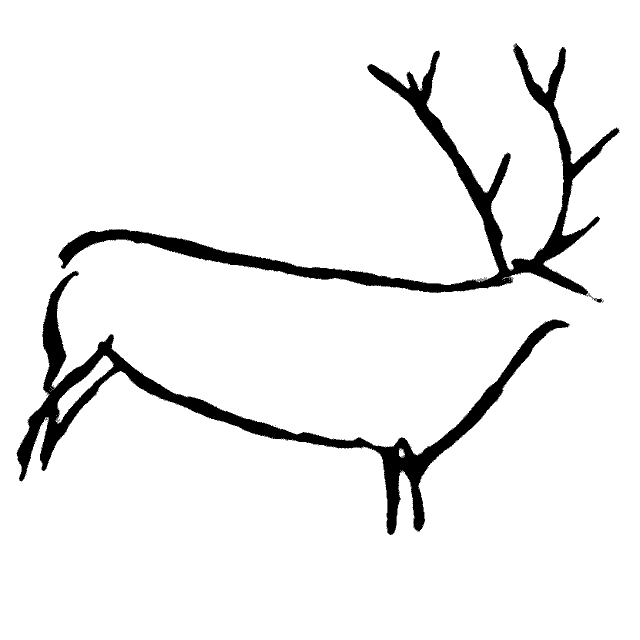
Cerf peint dans la grotte de Las Chimeneas.

- Grotte de las Chimeneas : il y a différentes gravures dans la grotte. L'ensemble du complexe s'inscrirait dans le style Leroi-Gourhan III, c'est-à-dire du Solutréen. Cependant, la datation au carbone 14 indique que les vestiges sont magdaléniens.
- Grotte de La Pasiega  : elle contient deux galeries avec des peintures différentes.
- Grotte de Las Monedas : il existe un grand nombre de peintures rupestres semblables à celles apparues dans la région : peintures noires représentant des chevaux, des ours, des chèvres...
- Grotte du Juyo : il existe une seule représentation d'un animal quadrupède et de marques noires.
- Grotte de El Pendo : au fond de la grotte se trouve un panneau avec des gravures parmi lesquelles se détache la figure d'un oiseau.
- Grotte de l'ours : gravures linéaires.
- Grotte du Salitre : il y a deux figures qui représentent deux cerfs en lignes rouges, une tête de bovin, des bois et un petit cerf.
- Cueva del Rascaño (es) : on remarque une omoplate de chèvre qui présente l'arrière-train d'un bison gravé en plusieurs lignes et rempli.

#### Bassin Asón
- Abri de San Carlos : situé à Santoña, il présente une série de lignes dessinées.
- Abri d'El Perro : situé à Santoña, il présente une série de lignes et de gravures.
- Grotte de l'Otero : située à Secadura, elle présente une représentation frontale d'une chèvre.
- Cueva de Cobrantes (es) : située à San Miguel de Aras, elle possède deux murs peints. Sur ces murs sont représentés un cerf, trois biches, un animal (peut-être un bovidé ), un quadrupède, une chèvre et une série de lignes noires.
- Grotte de Los Emboscados : située à Matienzo, cette grande grotte possède une série de peintures situées au fond de la grotte (sauf une) parmi lesquelles se distingue la représentation d'un couple de cerfs et d'une chèvre.
- Grotte de Patatal ou Sotarraña : comme la précédente, cette grotte est située à Matienzo et on y trouve une représentation unique d'un animal quadrupède et sans tête blessé.
- Grotte de Becerral ou Los Santos : située à La Gándara de Soba, elle présente une série de figures en lignes noires découvertes en 1987.
- Grotte de Cullalvera : située à Ramales de la Victoria, elle présente différentes zones d'art rupestre, donc à environ 150 m de l'entrée il y a des taches rouges et des marques noires. En pénétrant plus loin dans la grotte, à environ sept cents mètres de l'entrée, vous pourrez voir des panneaux rouges et des cannes noires. A neuf cents mètres de l'entrée il y a deux personnages représentant deux chevaux, un peu plus loin en arrière-plan on trouve une série de lignes noires et déjà à 1100 mètres de l'entrée on peut voir une série de points et de taches rouges.
- Grotte d'El Haza : cette grotte se trouve également à Ramales. Dans cette petite grotte se trouve un panneau avec différentes figures : 3 chevaux, 1 renne, 1 capridé, un cerf et un autre animal quadrupède non identifié. En dehors de ces représentations figuratives on peut constater l'existence d'une paire de figures géométriques.

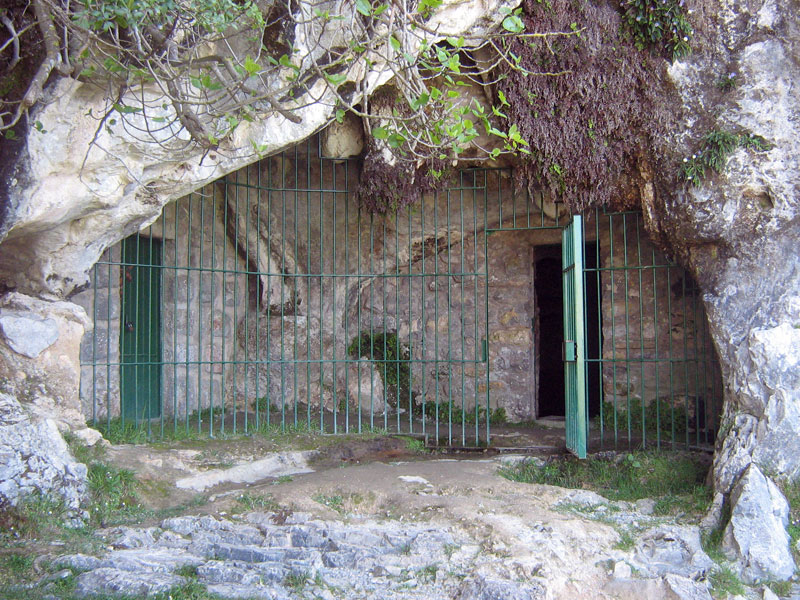
Accès actuel à la grotte de Covalanas.

- Grotte de Covalanas : la grotte située dans la zone archéologique de Ramales comporte sept panneaux, à Ramales de la Victoria. Parmi les figures les plus représentées, le cerf peut être mis en valeur avec une représentation de dix-huit cerfs. Outre le cerf, on retrouve un cheval, un renne ou des aurochs (leur représentation est contestée) ainsi que d'autres représentations peu claires.
- Grotte d'El Mirón : située à Ramales de la Victoria et découverte en 1903. Elle est connue pour un squelette appartenant à une femme surnommée la Dame rouge d'El Mirón. On estime qu'elle est morte il y a environ 18 700 ans, au cours du Paléolithique supérieur (Magdalénien).
- Grotte  de Sotarriza : située à Gibaja, elle contient la représentation d'un cheval réalisée en lignes linéaires noires.
- Grotte de Covanegra : voisine de la grotte de Sotarriza dont elle est séparée de quelques mètres et réunie à l'intérieur de cette grotte contient différentes marques noires
- Grotte Morro del Oridillo : également appelée Gorge de la Grotte Desfiladero, cette grotte est située à Pondra . Il porte une gravure circulaire rouge.
- Grotte de Pondra : dans cette grotte, il y a une seule représentation d'une ligne rouge.
- Grotte de l'Arche A : située à Pondra comme B et C
- Grotte de l'Arche B :
- Grotte de l'Arche C :

#### Zone délimitée du bassin du Nervion-Agüera
- Grotte d'El Cuco : située à Castro Urdiales, elle présente différentes gravures d'animaux. On y distingue trois cerfs, deux chevaux, deux chèvres et un quadrupède non identifié.
- Grotte de La Lastrilla : située dans la ville de Sámano, on a trouvé la figure schématisée d'un animal peu défini qui est probablement un capridé.
- La Hoz ou Grotte de Sámano : située comme la précédente à Sámano, elle présente différentes gravures : on peut voir un cerf, quatre représentations de visages humains réalisées de manière schématique.
- Grotte de Los Corrales : située dans la commune d' Otañes, appartenant à la commune de Castro Urdiales, elle présente des gravures d'un cerf, d'une chèvre et de plusieurs lignes noires.

### Pays basque

#### Bassin de l'Asón
- Grotte de Venta Laperra : située à Karrantza, elle présente cinq figures gravées, quatre bisons et un ours[3].

#### Zone délimitée du bassin Nervión - Agüera
- - Biscaye

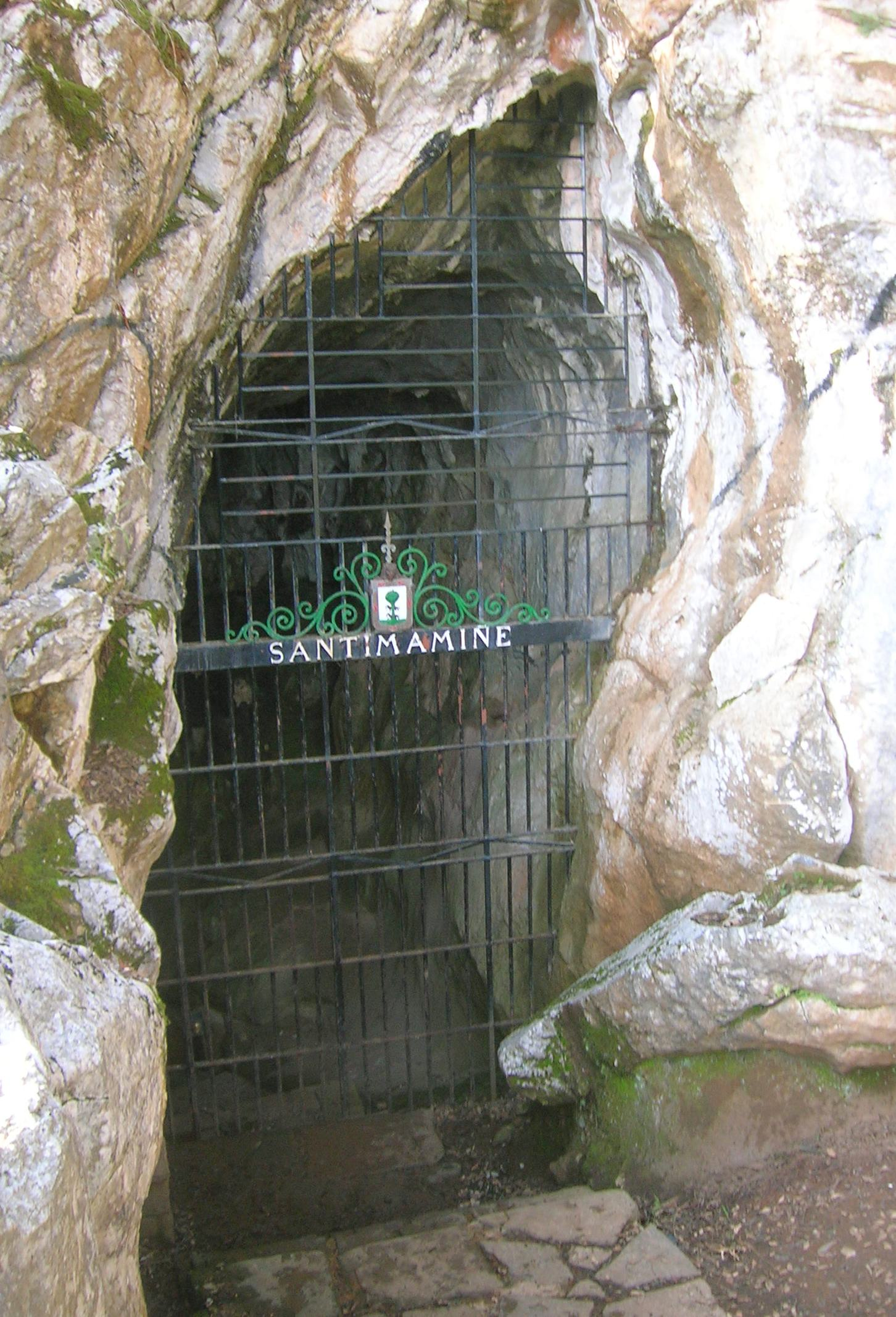
Grotte de Santimamiñe.

- Grotte d'Armintxe : contient plus de cinquante grandes gravures, en excellent état. La plupart d'entre eux sont des animaux, bien qu'il y ait aussi des lignes et des symboles claviformes de la typologie pyrénéenne. Les chevaux, les bisons et les chèvres abondent, et la figure d'un lion se détache au milieu du panneau , accompagnée, au moins, d'une autre située dans. le deuxième avion, qui sont les deux représentations de lion les plus claires de toute la péninsule ibérique. Il y a eu 10 figures de chevaux, 5 de chèvres, quelques bisons et quatre autres animaux[4]. L'œuvre est âgée entre 12 500 et 14 000 ans, correspondant à la période magdalénienne du Paléolithique supérieur[5].
- Grotte d'Askondo : contient des dessins figuratifs où abondent les chevaux, représentés avec ce qu'on appelle le nez de canard ou sinueux, courant dans les représentations trouvées dans d'autres grottes d'Europe et datées d'il y a 25 000 ans. Il y a aussi une main anthropomorphe. Ensuite, il y a une série de près de 30 restes de teinture, points, taches, lignes, etc... concentrés pour la plupart dans la zone d'entrée et trois séries de lignes rouges au fond de la cavité à environ 150 mètres de l'entrée.
- Grotte d'Arenaza : située à Lekeitio, est connue pour ses peintures rupestres représentant dix cervidae (cerfs femelles) et un aurochs, datées entre les périodes solutréenne et magdalénienne.
- Grottes d'Antzoriz : la grotte Santa Calalina-Antzoriz I, située à Lekeitio sur le cap Antzoriz, est connue pour ses vestiges liés à la pêche.
- Grotte d'Atxuri : située à Mañaria, elle présente une gravure rouge floue.
- Grotte d'Atxurra: elle contient le plus grand sanctuaire rupestre paléolithique du Pays Basque, étant également un site de référence au niveau international[6]. Il se compose d'au moins 113 figures animales réparties dans 14 secteurs [7], principalement des bovidés et des chevaux, mais aussi des chèvres, des aurochs et des cerfs[8], et d'une figure mystérieuse difficile à caractériser (elle combine les caractéristiques d'un ours et d'un renne).)[9]. La technique presque exclusive est la gravure dans différentes variantes, attribuées au Magdalénien moyen/supérieur, daté d'il y a environ 14 500-12 500 ans.
- Grotte de Goíkolau : située dans la commune de Berriatúa, elle contient cinq groupes de gravures non identifiées.
- Grotte de Lumentza : contient au moins deux grands bisons et une tête de cheval, ainsi que plusieurs zones de taches rouges, toutes attribuées au Magdalénien[10].
- Grotte de Morgota : contient des taches et des lignes, mettant en évidence certaines lignes appariées, ainsi que 11 figures : un cheval sans tête, un probable cerf et une autre possible figure animale quadrupède, en plus de deux signes géométriques, un alignement de lignes, deux rangées de points et quatre concentrations de taches, toutes attribuées au Magdalénien.
- Grotte de Santimamiñe : située à Kortezubi. Elle contient de nombreuses représentations et on peut ainsi dénombrer vingt bisons, trois chevaux, deux capridés, un aurochs, un cerf, un ours et huit figures d'animaux non identifiés.
  - Guipuscoa
- Grotte d'Ekain : située dans la ville de Deva. A l'intérieur, il y a un grand nombre de gravures. Ainsi a-t-on pu dénombrer soixante-dix représentations : trente-trois chevaux, dix bisons, quatre chèvres, deux ours, deux cerfs, un cerf, deux poissons ( saumon et sole ), deux dos (supposés être des rhinocéros ). Le panneau central se démarque, contenant dix-neuf de ces représentations et quelques lignes informes.
- Grotte d'Altxerri : située à Aya. Il s'agit d'un des grands ensembles de gravures de la mer Cantabrique. Il compte environ cent vingt gravures dont quatre-vingt-douze représentent des animaux. Le bison est l'animal le plus représenté avec un total de cinquante-trois gravures. Les autres animaux présents dans la grotte sont le renne avec six gravures, quatre cerfs et chèvres, trois exemples de chevaux et d'aurochs, deux saïgas , un carcajou , un renard, un lièvre ou un oiseau.
- Grotte de Praileaitz : située dans la ville de Deba. En 2006, un ensemble iconographique non figuratif composé de plusieurs ensembles de points rouges, isolés ou formant des séries, a été retrouvé à l'intérieur. Les chercheurs pensent que les peintures ont été réalisées il y a environ 18 000 ans. La grotte est située à côté d'une carrière qui continue d'être exploitée.
- Grottes d'Aizpitarte : située dans la ville d'Errenteria, contenant des images rupestres d'animaux du Magdalénien utilisant une technique jamais vue auparavant dans la Mer Cantabrique.

### Navarre
- Grottes de Alkerdi-Berroberria : situées à Urdazubi, elle présente une série de gravures[11].

### Castille-La Manche
- Grotte de la Hoz (Anguita)
- Grotte de Los Casares (Riba de Saelices)

### Castille-et-León
- Grotte de Palomera : située à Ojo Guareña[12].